# Tove (film)
Tove är en finlandssvensk biografisk film från 2020 i regi av Zaida Bergroth. I filmen, som hade premiär den 2 oktober 2020, porträtterar Alma Pöysti författaren Tove Jansson under 1940- och 1950-talet. För filmens manus står Eeva Putro.
Tove var Finlands bidrag till Oscarsgalan 2021.

## Handling
Filmen skildrar Tove Janssons förbjudna kärlekshistoria med teaterregissören Vivica Bandler i efterkrigstidens Helsingfors och hur den inspirerade henne till att skapa berättelserna om Mumintrollen.

## Rollista
- Alma Pöysti – Tove Jansson
- Krista Kosonen – Vivica Bandler
- Shanti Roney – Atos Wirtanen
- Joanna Haartti – Tuulikki Pietilä
- Kajsa Ernst – Signe "Ham" Jansson
- Robert Enckell – Viktor "Faffan" Jansson
- Jakob Öhrman – Sam Vanni
- Eeva Putro – Maya Vanni, s. London
- Wilhelm Enckell – Lars "Lasse" Jansson
- Liisi Tandefelt – hyresvärd
- Emma Klingenberg – Maj-Lis Wirtanen
- Juhana Ryynänen – Maj-Lis älskare
- Henrik Wolff – ordförande i bidragsnämnden
- Dick Idman – Erik von Frenckell
- Simon Häger – Kurt Bandler
- Kira-Emmi – Pohtokari neiti Poikolainen
- Sanna Langinkoski – hemhjälp
- Saga Sarkola – skådespelare på Studentteatern
- Jon Henriksen – skådespelare på Studentteatern
- Lidia Taavitsainen – Irja Koskinen
- Paavo Järvenpää – Göran Schildt
- Jan Korander – teaterchefsassistent
- Oskar Pöysti – Snusmumriken
- Iida Kuningas – Tofslan
- Heli Hyttinen – Vifslan
- Fabian Silén – Rådd-djuret
- Willehard Korander – Mumintrollet
- Andrea Reuter – kvinnlig reporter
- Tage Fredriksson – den skäggige journalisten
- Jonathan Hutchings – chefredaktör på Evening News
- Ingrid André – kvinna på ett franskt galleri
- Sara Soulié – Coco

## Produktion
Filmen producerades av Helsinki-filmi i samproduktion med Anagram Sverige med stöd från bland annat Yle, Sveriges Television, LevelK, Nordisk Film & TV Fond och Finlands Filmstiftelse. 
Den internationella distributionen av filmen sköts av danska LevelK, medan Nordisk film distribuerar filmen i Finland och NonStop Entertainment i Sverige. Filmen har även sålts till över 50 länder.
Filminspelningarna inleddes 17 januari 2020 och spelades huvudsakligen in i Helsingfors för att avslutas i februari samma år. Med en budget på 3,6 miljoner euro blev Tove den näst dyraste finländska filmen någonsin, efter Okänd soldat från 2017.

## Mottagande
Filmen sågs av över 156 000 biobesökare i Finland och är därmed den mest sedda finlandssvenska filmen på över 40 år.